# الیسبورگ (پنسیلوانیا)
الیسبورگ (به انگلیسی: Elysburg) یک منطقهٔ مسکونی در ایالات متحده آمریکا است که در شهرستان نورث‌آمبرلند، پنسیلوانیا واقع شده‌است. الیسبورگ ۷٫۶ کیلومتر مربع مساحت و ۲٬۱۹۴ نفر جمعیت دارد.